# Итамар
Итамар (ивр. אִיתָמָר‎) — израильское поселение в центральной Самарии, близ города Шхем на Западном берегу реки Иордан.

## История
Сюда, по еврейской традиции пришёл из Междуречья праотец Авраам, здесь его сын Ицхак купил участок земли, на котором впоследствии был похоронен Иосиф — сын Яакова, внук Ицхака. Сюда же к Шхему привёл еврейский народ после выхода из Египта легендарный преемник Моше, полководец и лидер нации Иешуа бин Нун (Иисус Навин).

## Население
По данным Центрального статистического бюро Израиля, население на начало 2020 года составляло 1 269 человек.

## Современное состояние
Итамар состоит из центрального квартала общины и нескольких кварталов и сельхозферм на ближайших высотах. Поселение обладает обширными пастбищами, птицефермой, оливковыми рощами, виноградниками и прочими отраслями по производству сельхозпродуктов. Это поселение является символом процветающего сельскохозяйственного поселения в Самарии.
С момента своего основания неоднократно подвергалось нападениям арабских террористов.
Глава муниципального совета поселения — Яаков Хенман, раввин поселения — Натан Хай.